# شاناز رید
شاناز دانیل رید (متولد ۲۳ سپتامبر ۱۹۸۸ در کرو، چشر، بریتانیا) یک دوچرخه‌سوار موتور کراس دوچرخه‌سواری پیست (بی‌ام‌اکس) بریتانیایی است که سال‌های رقابتی او در سال ۲۰۰۲ آغاز شد. او سه بار قهرمان مسابقات جهانی یوسی‌آی بی‌ام‌اکس شده است. رید دختر یک پدر جامائیکایی و یک مادر ایرلندی است.

## اوایل زندگی
رید در درجه اول توسط پدربزرگ و مادربزرگش بزرگ شد، پس از اینکه مادرش او را در سن ۱۷ سالگی به دنیا آورد. او اعتماد به نفسش برای رسیدن به موفقیت در حرفه دوچرخه سواری را به پدربزرگش نسبت داده است. رید مسابقات را در سال ۱۹۹۸ در سن ۱۰ سالگی در پارک تیپ‌کایندر در کرو آغاز کرد. یک اپراتور محلی به نام باب فیلد که پسرش نیز در آن زمان مسابقه می‌داد، مربی او شد. او قبلاً به دو و میدانی علاقه‌مند بود، اما ظاهراً پس از گذراندن پنج سال در رشته‌های دوی ۱۰۰ متر و پرتاب توپ، خسته شده بود و حالا با کشف بی‌ام‌اکس یک مسابقه خیلی هیجان‌انگیز برایش به حساب می‌آمد.

## حرفه بی‌ام‌اکس تا ۲۰۰۷
در سال ۲۰۰۵، او با وجود اینکه تنها ۱۷ سال سن داشت، در تمام سال با مردان در سری مسابقات شرکت کرد.
رید دو هفته قبل از مسابقات جهانی یوسی‌آی در ژوئیه ۲۰۰۵ در یک رویداد ملی در انگلستان زانویش شکست. او در مسابقات قهرمانی جهان با زانو بسته و داروهای ضد درد شرکت کرد اما در مرحله یک چهارم نهایی تصادف کرد.
او که به دلیل قدرتش شناخته شده بود، قدرت خود را در رقابت با پسران و آماتورهای مسن‌تر، از جمله مردان تا به امروز، توسعه داد. او در ۱ آوریل ۲۰۰۶ اولین مسابقه حرفه‌ای خود را در مسابقات قهرمانی دختران حرفه ای در انجمن دوچرخه سواری آمریکا (ای‌بی‌ای) در فینیکس، آریزونا برد. روز بعد هم برنده شد. در سال ۲۰۰۶، او پس از مسابقه دادن در سری ملی با مردان در تمام سال، با وجود اینکه در آن زمان تنها ۱۷ سال داشت، ۱٫۷۲ متر قد و ۷۶ کیلوگرم وزن داشت، شماره ۱ ملی بریتانیا در بین بیش از ۱۹ مرد نخبه شد.
در ژوئن ۲۰۰۶، رید در بازی یکی از استخوان‌های کف پای خود را شکست. اولین مسابقه او در مسابقات قهرمانی اروپا ۲۰۰۶ بود که در آن فقط در دو مسابقه آخر قبل از رویداد نهایی شرکت کرد. بازیگران چهار روز قبل از رویداد نهایی مسابقات قهرمانی اروپا انتخاب شدند.
او در اوت ۲۰۰۶ با وجود مصدومیت قبلی از ناحیه پا، قهرمان مسابقات جهانی برزیل شد.
پیروزی‌های او در بی‌ام‌اکس در سطح نوجوانان شامل سه قهرمانی جهانی، هشت قهرمانی اروپا و پنج قهرمانی بی‌ام‌اکس بریتانیا است. رید همچنین یک قهرمان مسابقه پیست است که در ولودروم مسابقه می‌دهد. او در ژوئیه ۲۰۰۷ قهرمان جهانی یوسی‌آی بی‌ام‌اکس زنان بزرگسال شد و در مسابقات جهانی پیست یوسی‌آی در سال ۲۰۰۷، با ویکتوریا پندلتون در دوی سرعت تیمی زنان مدال طلا را به دست آورد. این تنها دومین مسابقه پیست او در تاریخ بود. او نه تنها اولین نفری بود که با وجود اینکه تازه‌کار بود موفق به کسب عنوان قهرمانی در پیست شد، بلکه تنها کسی بود که این شاهکار را تنها پس از شش هفته تمرین به دست آورد. او در ابتدا این ورزش را فقط به این دلیل شروع کرده بود تا آمادگی خود را برای مسابقات بی‌ام‌اکس حفظ کند.